# تکلا اسکارانو
تکلا اسکارانو (ایتالیایی: Tecla Scarano؛ ۲۰ اوت ۱۸۹۴ – ۲۲ دسامبر ۱۹۷۸) هنرپیشه اهل ایتالیا بود. 
از فیلم‌هایی که وی در آن نقش داشته است، می‌توان به ازدواج به سبک ایتالیایی، دیروز، امروز، فردا، طلای ناپل و با صدای بلند شلیک کن اشاره کرد. اسکارانو برنده جایزه انجمن ملی فیلم ایتالیا بهترین بازیگر نقش مکمل زن در سال ۱۹۶۵ شده است.